# Vittorio Jano
Vittorio Jano, ursprungligen Viktor János, född den 22 april 1891 i San Giorgio Canavese, död den 13 mars 1965 i Turin, var en italiensk bilkonstruktör.
Jano, som var son till ungerska immigranter, började sin karriär hos Fiat 1911 och flyttade till Alfa Romeo 1923 där hans första konstruktion var racerbilen Alfa Romeo P2.  Den framgångsrika P2:an kördes av bland andra Enzo Ferrari under hans karriär som förare åt Alfa, och han fortsatte att tävla med bilen sedan han grundat sitt eget stall Scuderia Ferrari. Janos nästa projekt var sportbilen 6C-1500/1750/1900, men han arbetade även med Alfas flygmotorer. 
Efter att ha konstruerat racerbilen 158/159 Alfetta flyttade Jano till Lancia 1937, där han bland annat arbetade med Aurelia. 1954 debuterade Lancias formel 1-vagn D50, konstruerad av Jano, men satsningen blev alltför dyrbar för Lancia och 1955 överlät man hela projektet till Ferrari. Jano följde med "på köpet".
Hos Ferrari konstruerade Jano, understödd av Enzos son Dino, V6- och V8-motorer som ersatte de äldre V12:orna i tävlingsvagnarna. Senare kom "Dino"-motorn att användas i Ferraris små mittmotor-vagnar, Dino 206/246.
1965 drabbades Jano av flera svåra motgångar. Efter att först ha mist en son drabbades han själv av allvarlig sjukdom och tog slutligen sitt eget liv.